# Meghna
Meghna (anglicky Meghna River, bengálsky মেঘনা নদী) je řeka v Bangladéši. Je to východní rameno obrovské delty Gangy a Brahmaputry. Je 240 km dlouhá.

## Průběh toku
Vzniká spojením řeky Surma s jedním z východních ramen Brahmaputry. Po soutoku s hlavním ramenem delty (Padma) vytváří estuár široký až 60 km.

## Vodní režim
Má mnoho vody po celý rok, i z toho důvodu, že povodí leží částečně v pohoří Šillong, které je jedním z nejvlhčejších míst na světě. Údolí řeky je vystaveno častým povodním, které jsou způsobeny přílivy.

## Využití
Vodní doprava je možná po celé délce. Na březích pod městem Čandpur se rozkládají mangrovníkové lesy.